# هيرث ستون هيروس أوف ووركرافت
هيرث ستون هيروس أوف ووركرافت أو اختصاراً هيرث ستون (بالإنجليزية: hearthstone heroes of warcraft) هي لعبة تجميع ورق جماعية مجانية طُورت ونُشرت من قِبل شركة بليزارد إنترتينمنت التابعة لأكتيفجن بليزارد، صَدَرت أوّل مرة على نظام تشغيل مايكروسوفت ويندوز وماك أوس في العاشر من مارس 2014. ثم لاحقاً في أنظمة تشغيل آي أو إس وأندرويد (نظام تشغيل) في نفس السنة. متوفرة مجاناً على جميع المنصات لكنها تتبنى نموذج فريميوم، كما أنها تدعم خاصية اللعب المشترك عبر المنصات، مما يسمح للاعبين أن يتواجهوا من منصاتٍ مختلفة. اللعبة مبنية ومستوحاة من عناصر وشخصيات سلسلة ووركرافت (سلسلة) المنتَجة من نفس الشركة.

## روابط خارجية
- هيرث ستون هيروس أوف ووركرافت على موقع Google Play (الإنجليزية)